# Малфинская волость
Ма́лфинская волость — административно-территориальная единица в составе Трубчевского уезда, существовавшая в 1910–1924 годах.
Административный центр — село Малфа.

## История
Волость образована 12 ноября 1910 года из части Красносельской волости.
В 1918-1919 гг. из Малфинской волости временно была выделена новообразованная Никольская волость.
В ходе укрупнения волостей, в мае 1924 года Малфинская волость была упразднена, а её территория передана в Бежицкий уезд и включена в состав новообразованной Жирятинской волости.
Ныне территория бывшей Малфинской волости разделена между Выгоничским и Жирятинским районами Брянской области.

## Административное деление
В 1920 году Малфинская волость включала в себя следующие сельсоветы: Городищенский, Горский, Граборовский, Жирятинский, Имёнский, Карповский, Колычовский, Комягинский, Крупецкий, Лбинский, Маковский, Малокрупецкий, Малфинский, Михайловский, Ольховский, Орменский, Покровский, Творишенский.